# Polystachya moniquetiana
Espèce
Polystachya moniquetiana Stévart & Geerinck est une espèce de plantes à fleurs de la famille des Orchidaceae (les orchidées) et du genre Polystachya, observée en Guinée équatoriale, au Cameroun, à Sao Tomé-et-Principe et au Gabon. Sur la liste rouge de l'UICN, elle apparaît comme une plante menacée (EN).

## Étymologie
Son épithète spécifique moniquetiana rend hommage à un collaborateur du laboratoire de botanique à l'Université libre de Bruxelles, Jean-Claude Moniquet.

## Description
Polystachya moniquetiana Stévart & Geerinck est proche de Polystachya polychaete Kraenzl., mais s'en différencie par son labelle et la taille de la plante.

## Distribution
L'holotype a été collecté en 2001 à Engong dans le parc national de Monte Alén (Guinée équatoriale). Les spécimens du Cameroun, prélevés en 2004, proviennent d'Akom II, dans la région du Sud

## Habitat
C'est une plante épiphyte présente dans les forêts de basse altitude, entre 650 et 850 m.